# Coenotephria interrupta
Coenotephria interrupta är en fjärilsart som beskrevs av Bytinsky-salz 1937. Coenotephria interrupta ingår i släktet Coenotephria och familjen mätare. Inga underarter finns listade i Catalogue of Life.